# خربق سیاه
خَربَق سیاه یا کریسمس رز (به انگلیسی: Black Hellebore)، یک گیاه از تیره آلالِگان یا آلاله‌ها است. از این گیاه در کتاب‌های طب سنتی با نام رجل‌الراعی یاد شده است. ریشه‌ این گیاه به‌عنوان عمود ترکیب در ایارج لوغاذیا مورد استفاده قرار می‌گیرد.

## مشخصات
خربق سیاه، گیاهی علفی و دارای شاخه‌های سبز است که در دو نوع سیاه و سفید است.

### طب سنتی
طبع خربق سیاه گرم و خشک است؛ خواص عمومی آن مسهل صفرایی و جذب‌کننده بلغم از بافت‌های ژرف و عمیق بدن است و درمان‌گر بیماری‌هایی مثل سردی است و نوع سیاه آن قوی‌تر از سفید است. معمولاً در تمامی کاربردهای خربق سفید، نوع سیاه تأثیر قوی‌تری دارد. در دردهای شقیقه، سر، ریزش آب کهنه از چشم، دردهای سینه، پاک کردن دستگاه تنفسی و احشاء و مثانه و رحم مورد استفاده است. اگر آن را چند روز در شیرینی‌ها بخوابانند یا با جو پوست گرفته یا عدس جوشانیده و آب آن را بنوشند، ضرری ندارد. تنقیه آن به‌طور کلی وضعیت مزاج را تغییر می‌دهد. برای کسانی که مزاج مرطوب ندارند مضر است و برای کلیه ضرر دارد و مصلح آن کتیرا و صعتر و دوقو و فطر اسالیون (Rock- Parsley) و فودنج و مصطکی است. دو مثقال از آن باعث تنگی نفس و اسهال کشنده می‌شود و مقدار شربت آن بین نیم درم تا نیم مثقال است.
کاربرد و خواص دیگر خربق سفید:
مسهل بلغم و صفرای غلیظ و اخلاط لزجه و مخاطیه و بازکننده انسداد و پاک کننده معده، مفید برای درمان سستی بدن،صرع بلغمی، فراموشی و سایر بیماری‌ها، کمک به کاهش سردی مغز، مفاصل و ریزکردن سنگ مثانه و ادرار قائدگی و سقط جنین و خروج آن سودمند است. همچنین، ریختن آن در بینی باعث عطسه می‌شود و شیاف روغن آن برای درمان بدخوابی و از خواب پریدن کاربرد دارد.خربق سفید همچنین می‌تواند به بهبود بینایی کمک کند. ترکیب طلای آن با سرکه برای درمان دندان‌های خراب، جرب و برص مفید است. به تنهایی یا با ایرسا نیز کاربرد دارد. فرزجه آن باعث افزایش قاعدگی و سقط جنین است. اگر با سویق و عسل ترکیب شود و به موش داده شود، باعث مرگ آن می‌شود. اگر با گوشت پخته شود، گوشت را نرم می‌کند.
برای استفاده از خربق سفید، باید آن را اصلاح کرد؛ این کار با پختن آن در خمیر یا مخلوط کردن با آرد جو و روغن بادام انجام می‌شود.".

## ترکیبات شیمیایی
در گیاه خربق سیاه گلوکوزیدهای هبلورین و هبلورئین مشخص شده است.
هبلورین و هبلورئین ترکیبات شیمیایی خاصی هستند که در گیاه خربق سیاه وجود دارند. این مواد گلیکوزیدهایی هستند که در بسیاری از منابع به‌عنوان مواد فعال گیاهی با اثرات دارویی شناخته می‌شوند. به دلیل خواص تحریک‌کننده و سمیت احتمالی، از این ترکیبات در پزشکی سنتی برای مصارف خاص استفاده شده است، اما مصرف آن‌ها باید با دقت صورت گیرد.

## روش‌های کاشت گیاه
خربق‌ها تاکنون در ایران دیده نشده‌اند (هرچند برای تحقیق و پژوهش کشت شده است) و محل رشد اصلی آن‌ها در مناطق مختلف اروپا، خصوصاً در ایتالیا، سوئیس و فرانسه در نواحی سایه سنگلاخ‌ها است. تکثیر خربق سیاه از طریق کاشت بذر آن امکان‌پذیر است؛ زمانی که بذر گیاه رسید آن را چیده و لای ماسه می‌خوابانند و از ماه‌های مهر و آبان یا فروردین و اردیبهشت در یک زمین با خاک سبک، تازه و سایه‌دار می‌کارند و پس از یک سال نهال‌های به دست آمده را در مزرعه اصلی که قبلاً شخم خورده و کود داده شده، می‌کارند.
روش متداول تکثیر خربق سیاه، استفاده از قطعات ساقه‌ی زیرزمینی ریشه‌دار آن است که در پاییز یا در اوایل بهار، پس از پایان دوره گل دادن در زمین زراعتی اصلی با فاصله‌های ۳۰–۴۰ سانتی‌متری کاشته می‌شود. برداشت قسمت‌های زیرزمینی و ریشه گیاه معمولاً در پاییز انجام می‌گیرد و پس از خارج کردن از زمین آن را شسته و خشک می‌نمایند؛ بهتر است زمین مزرعه خربق در سایه و دور از تابش مستقیم آفتاب باشد و بهتر است از اراضی رو به شمال انتخاب شود.

## واژه‌نامه
1. ↑  Helleborin
2. ↑  Helleborein